# Ферешти (Алба)
Ферешти (рум. Ferești) насеље је у Румунији у округу Алба у општини Бучум. Oпштина се налази на надморској висини од 684 m.

## Становништво
Према подацима из 2002. године у насељу је живело 37 становника, од којих су сви румунске националности.